# Hanauella armillata
Hanauella armillata är en stekelart som beskrevs av Günther Enderlein 1921. Hanauella armillata ingår i släktet Hanauella och familjen brokparasitsteklar. Inga underarter finns listade i Catalogue of Life.